# Міжлісне
Міжлісне (до 1937 — Нови́й Вербове́ць, до 2024 — Пу́шкіно) — село в Україні, у Вилоцькій селищній громаді Берегівського району Закарпатської області.

## Назва
До 1937 року село мало назву Новий Вербовець. З нагоди 100-річчя зі смерті російського поета Олександра Пушкіна, село було перейменувано на його честь.
19 вересня 2024 року Верховна Рада України ухвалила рішення про перейменування села Пушкіно на Міжлісне. 26 вересня 2024 року перейменування набуло чинності. Згідно з постановою, цей населений пункт підлягав перейменуванню, так як було русифіковане або містило російські та радянські наративи.

## Географія
Село розташоване за 17 км від міста Виноградів та 7 км від залізничної станції Вилок. 

## Історія
Після того як село Уй Вербоц вимерло, сюди прийшли вихідці з верховинських сіл Волового, Синевира та Торуня у 1927—1928 роках (восени 1927 року поставили першу колибу), а у 1932 році влада виділила землю під школу та цвинтар.
В селі був пам'ятник російському поету Олександру  Пушкіну, який знесений 26 квітня 2022 року мешканцями села, але спочатку змінювати назву села відмовились. 
Внаслідок повномасштабного російського вторгнення в Україну з 24 лютого 2022, коли в Україні пройшла масова хвиля додаткової декомунізації та деколонізації, мешканці села відмовились демонтувати пам'ятник радянському солдату, через що стали «героями» росiйських медiа.
16 листопада 2023 року на 12-й сесії Закарпатської обласної ради депутат Федір Шандор ініціював звернення до Вилоцької селищної громади з пропозицією перейменувати село Пушкіно на Новий Вербовець
20 березня 2024 року Комітет Верховної Ради України з питань організації державної влади, місцевого самоврядування, регіонального розвитку та містобудування підтримав перейменування села на Міжлісне, однак остаточне перейменування ухвалено 19 вересня 2024 року у Верховній Раді України.

## Туристичні місця
В селі розташовані озера та канали.

## Населення
За переписом УРСР 1989 року чисельність наявного населення села становила 1291 особа, з яких 629 чоловіків та 662 жінки.
За переписом населення України 2001 року в селі мешкало 1409 осіб.

### Мова
Розподіл населення за рідною мовою за даними перепису 2001 року:
| Мова       | Відсоток |
| ---------- | -------- |
| українська | 97,11 %  |
| угорська   | 1,76 %   |
| російська  | 0,77 %   |
| білоруська | 0,21 %   |
| молдовська | 0,14 %   |